# Norman Tebbit
Norman Beresford Tebbit, Baron Tebbit (Londen, 29 maart 1931 – Bury St Edmunds, 7 juli 2025) was een Brits politicus van de Conservative Party.

## Carrière
Tebbit werkte als journalist voor de Financial Times van 1949 tot 1951 toen hij zijn vliegbrevet behaalde en werkte daarna als piloot voor de Royal Air Force (RAF) met de rang van kapitein waar hij vloog in de Gloster Meteor en de Havilland Vampire van 1951 tot 1957. In 1953 ging hij ook werken voor de British Overseas Airways Corporation (BOAC) als piloot waar hij vloog op de Bristol Britannia, Douglas DC-7 en de Boeing 707.
Tebbit was tussen 1979 en 1987 bewindspersoon in het kabinet Margaret Thatcher. Hij was staatssecretaris voor Economische Zaken van 1979 tot 1981, onderminister voor Economische Zaken in 1981, minister van Arbeid van 1981 tot 1983, minister van Economische Zaken van 1983 tot 1985 en Kanselier van het Hertogdom Lancaster en Partijvoorzitter van de Conservative Party van 1985 tot 1987.

## Privé
Tebbit raakte zwaar gewond tijdens de bomaanslag in Brighton op 12 oktober 1984. Zijn vrouw raakte ernstig gehandicapt. Op 31 juli 1987 werd hij benoemd in de Orde van de Eregezellen. Op 6 juli 1992 werd Tebbit benoemd tot baron Tebbit en werd lid van het Hogerhuis.
Tebbit overleed op 7 juli 2025 op 94-jarige leeftijd.
- Gemeinsame Normdatei: 1089137273
- International Standard Name Identifier: 0000 0000 8454 7329
- Library of Congress Control Number: n88649339
- Nationale Bibliotheek van Israël: 987007368486805171
- Système universitaire de documentation: 157569071
- Trove: 830508
- Virtual International Authority File: 91518527
- WorldCat: E39PBJjd9JQGDByf7VW3mY8pyd